# Odontophrynus achalensis
The Escuercito (Odontophrynus achalensis) là một loài ếch trong họ Leptodactylidae. Chúng là loài đặc hữu của Argentina.
Các môi trường sống tự nhiên của chúng là vùng đồng cỏ ôn đới, sông, và vùng nhiều đá. Loài này đang bị đe dọa do mất môi trường sống.